# 후지타 쓰구하루
후지타 쓰구하루(藤田嗣治, 1886년 11월 27일 ~ 1968년 1월 29일)는 일본의 화가, 조각가이다.

## 생애
1886년 도쿄에서 태어났다. 아버지 후지타 쓰구아키라는 육군 군의총감의 자리에까지 오른 군의관이었다. 도쿄 고등사범학교 부속 소학교(현 쓰쿠바 대학 부속 소학교)와 도쿄 고등사범학교 부속 중학교(현 쓰쿠바 대학 부속 중학교 고등학교)를 졸업한 후지타는 모리 오가이의 추천으로 도쿄 미술학교(현 도쿄 예술대학) 서양학과에 입학했다. 공부를 마친 후지타는 결혼과 함께 신주쿠에 아틀리에를 차렸지만 곧 프랑스 파리로 유학을 떠났고 몽파르나스에서 아메데오 모딜리아니를 비롯한 여러 예술가들과 교류했다. 1914년 제1차 세계대전의 발발로 본국에서의 송금이 끊겨 빈곤한 나날을 보내던 중 후지타는 프랑스인 모델 페르난드 바레이(Fernande Barrey)와 두 번째 결혼을 했다. 개인전을 열어 호평을 받는 등 화가로서 성공하기 시작한 후지타는 1925년 프랑스 정부로부터 레종 도뇌르 훈장을 수여받았다. 가정 면에서는 몇 번의 이혼을 거듭했고 1935년 일본에 돌아와 기미요(君代)와 5번째 결혼을 했다. 제2차 세계대전이 일어나기 직전 일본으로 돌아와 육군 미술 협회 이사장에 취임했고 전쟁화 작업을 하기도 했다. 이러한 행적으로 인해 종전 후 전쟁 협력에 대한 비판을 받기도 했다.
후지타는 1955년 프랑스 국적을 취득했고 1959년 아내와 함께 가톨릭 세례를 받았다. 1968년 스위스 취리히에서 사망해, 시신은 파리 교외에 묻혔다.